# KV14
KV14 es una tumba egipcia del Valle de los Reyes, necrópolis situada en la orilla oeste del Nilo, a la altura de la moderna ciudad de Luxor. Aunque en un principio estuvo destinada a la reina Tausert, última gobernante de la dinastía XIX, a su muerte fue usurpada por Sethnajt, el fundador de la dinastía XX.

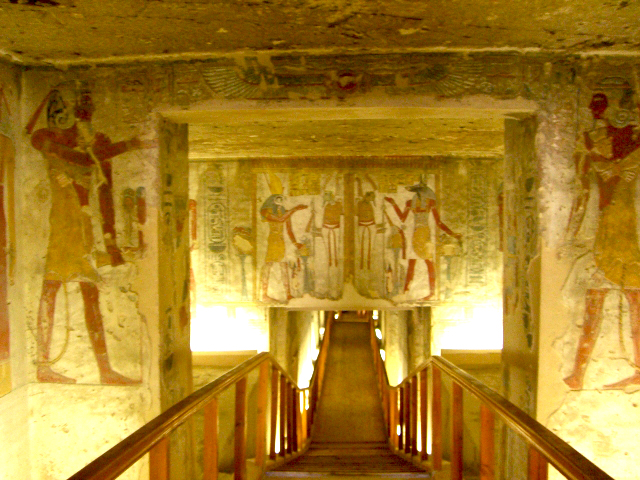
Tumba de Tausert y Sethnajt

## Marco histórico
La decadente dinastía XIX entró en colapso a la muerte del joven rey Siptah en uno de los momentos más críticos de la historia egipcia. No existía ningún heredero ni familiar próximo, y el trono se veía acosado por todos sus flancos: las presiones de la clase militar en el Bajo Egipto, del sumo sacerdote de Amón en el Alto Egipto y del virrey en Nubia. Tampoco ayudaba el recrudecimiento de la crisis internacional de los Pueblos del Mar y el aumento de las sequías, que provocaba a su vez más bandas de ladrones y una pobreza cada vez mayor de los más desfavorecidos. El próspero Imperio Nuevo estaba viviendo sus horas más bajas, y ya nunca más saldría por completo de esta situación.
El destinado a suceder a Siptah resultó ser una mujer, la reina Tausert, viuda de Sethy II y que había ejercido durante los seis años del breve reinado de Siptah una especie de corregencia en la que tanto ella como el Canciller Bay gobernaron de hecho un país que el faraón solo dominaba nominalmente. La carrera que siguieron ambos personajes parece divergir poco antes de desaparecer Siptah: mientras Tausert mantiene su lugar y acaba proclamándose reina-faraón, las huellas de Bay se pierden, quizás víctima de un complot. Así, en poco tiempo las Dos Tierras vuelven a estar regidas por una mujer, la quinta en la historia, que gobierna con el nombre de Sitra-Meritamón Tausert-Setepenmut.
No obstante, la oposición a Tausert es casi inmediata. Desde otra rama del extenso árbol familiar ramésida surge Sethnajt, un hombre de armas con grandes influencias entre la clase militar de Pi-Ramsés que no acepta ser gobernado por una mujer sin sangre real en sus venas y, además, causante de la anarquía reinante junto con el maldito Bay. La poca información que nos llega de esta época, años vacíos como después declararían los vencedores, solo nos permite conjeturar si llegó a haber un verdadero conflicto armado o si la cuestión dinástica se solucionó por medio de intrigas palaciegas. El hecho de que los pocos vestigios históricos que nos han llegado de Tausert procedan de la zona de Tebas ha hecho pensar que el país pudo dividirse durante los dos años que sabemos gobernó esta mujer.
Posteriormente, solo nos quedan datos de Sethnajt. Rey de 1186 a 1183 a. C., aproximadamente (ignoramos si llegó a compartir algo de este tiempo con su enemiga Tausert), se encargó de perseguir minuciosamente las memorias de Tausert, de Siptah y de Bay, imponiéndoles la leyenda negra que ha permanecido durante siglos y siglos. Su corto reinado, al contrario que el de sus antecesores, sirvió para estabilizar la situación interna y restaurar gran parte del caos que el país había sufrido durante tantos años –en las dos últimas décadas se habían sucedido seis reyes–. La mano de hierro de Sethnajt resultó ser muy efectiva, y el hecho de contar con descendencia adulta sirvió de seguro a la naciente dinastía XX. Considerado posteriormente su reinado como el preludio del de su hijo Ramsés III, el último gran faraón, Sethnajt fue glorificado a su muerte como el que devolvió el orden y eliminó a los enemigos de Egipto.

## Situación
Construida en la base del extremo sur del ramal suroeste del wadi principal, la tumba KV14 está rodeada de otros sepulcros contemporáneos a ella, pertenecientes a distintos personajes cuyos nombres están indisolublemente ligados a la reina Tausert. Aparte de la modesta KV38, la única tumba del lugar que no pertenece a finales de la dinastía XIX, la tumba número 14 del Valle es vecina de las número 13, 15 y 47, pertenecientes a Bay, Sethy II y Siptah, respectivamente.
Orientada casi directamente de este a oeste, KV14 es una de las tumbas más inusuales del Valle de los Reyes, por los sucesivos cambios que sufrió en su diseño y la continua evolución que el ojo entrenado puede descubrir. Con unas pendientes muy suaves –en las estancias interiores la tumba transcurre prácticamente en llano–, sigue el mismo perfil que una tumba real, pese a haber estado inicialmente destinada para Tausert cuando era gran esposa real de Sethy II. Este estatus se puede adivinar al examinar minuciosamente las proporciones de todas las estancias, algo menores que las halladas en una tumba de rey. Pertenecientes a la época de Tausert como reina consorte son la inmensa mayoría de las habitaciones, presentes en toda tumba real ramésida completada: una entrada (A), tres primeras rampas (B, C, D), una pequeña sala que hacía las veces de pozo funerario (E), otra con las funciones de una cámara de pilares (F, que, quizás debido a que Tausert aún no era reina-faraón, no consta de columnas y es de un tamaño muy modesto) y un último corredor interior (G) con un pequeño nicho excavado a la izquierda (Ga).
Es a partir de entonces cuando parece haberse producido la muerte de Sethy II y la ascensión de Siptah a rey y de Tausert a reina regente, auténtica gobernante en la sombra. El cambio se traduce en una pequeña antecámara (I) típica de tumbas reales y, sobre todo, en la construcción de una enorme cámara sepulcral (J1), con ocho pilares y cuatro nichos a medio construir a los lados (J1a, J1b, J1c, J1d), que demuestra el enorme poder que llegó a ocupar esta mujer. Sin embargo, el paso de Tausert de regente a gobernante en solitario no afectó a la arquitectura de la tumba, sino tan solo a la decoración, como más tarde se verá.
La entrada en escena de Sethnajt acabaría por hacer de KV14 una de las tumbas más grandes y bellas del Valle de los Reyes. Las obras de la tumba para el fundador de la dinastía XX habían comenzado nada más ascender éste al trono, pero fueron suspendidas cuando la ineptitud de los arquitectos provocó que se colisionara con KV10. Sethnajt detuvo inmediatamente las obras de su tumba, que sería posteriormente reutilizada por su hijo Ramsés III (es la tumba KV11) y decidió ampliar y ocupar KV14, la tumba de su enemiga, Tausert. Quizás debido a la edad de Sethnajt no se optó por una nueva tumba, sino por expandir una ya construida, añadiéndosele dos corredores más, de notable longitud (K1, L, done el primero de ellos consta de dos cámaras laterales inacabadas, K1a y K1b) y una nueva cámara sepulcral (J2), idéntica en diseño a la de Tausert aunque un poco más grande. En esta ocasión sí hubo tiempo para finalizar las cuatro habitaciones anexas (J2a, J2b, J2c, J2d) e incluso se inició la excavación de un nuevo corredor (K2).
No obstante, hay quien piensa que en realidad las últimas estancias también fueron excavadas por Tausert para albergar el enterramiento de Sethy II y que fueron posteriormente ocupadas por Sethnajt, y presumiblemente también decoradas bajo su mando. Quizás a esto se debería el aparente recubrimiento de algunos cartuchos, pero no de figuras.
El conjunto de KV14 es el de una tumba muy completa con unas características que la hacen única en su género, tal como las cámaras K1a y K1b o las dos cámaras sepulcrales y sus evidentes semejanzas. Probablemente este lugar sea uno en los que trabajaron durante más tiempo los artesanos de Deir el-Medina, con sus constantes ampliaciones y durante diversos reinados, al menos de Sethy II a Sethnajt. Como se describirá más adelante, el trabajo decorativo no desmerece el lugar y lo convierte en una visita obligada a la necrópolis real tebana.

## Decoración
Los sucesivos cambios en la arquitectura de KV14 son también patentes en las pinturas. Podemos observar hasta tres fases bien delimitadas en la decoración de la tumba: la original, cuando Tausert ya era regente de Siptah; otra en la que ya es reina-faraón; y finalmente la propia de Sethnajt. Así, los cambios de identidad en las figuras y en algunos textos con constantes, con los consecuentes cambios de sexo en la mayor parte de las inscripciones al pasar de una gran esposa real (Tausert) a un faraón masculino (Sethnajt).
El estilo de pintura es sobrio y bien acabado, nada que ver con los burdos esbozos que proliferan en KV15, la tumba de Sethy II. Además, la mayor parte de las estancias están decoradas, lo que hace del lugar uno de los destinos turísticos más destacados del Valle de los Reyes. La viveza de los colores, el grado de conservación aceptable y las pocas grietas existentes hacen del sepulcro uno de los más hermosos de todo Egipto, que además no ha sufrido daños destacables a consecuencia de las inundaciones.
- El dintel de entrada al corredor B muestra, como es costumbre, el disco solar alado (con un escarabajo inscrito en este caso) flanqueado por las diosas Isis y Neftis, así como los títulos del propietario del lugar. Aquí se puede ver perfectamente el cambio de nombres de Tausert a Sethnajt. A lo largo del pasillo la mayor parte de la pintura se ha perdido, pero los relieves nos permiten identificar al faraón de turno acompañado por diferentes deidades, tales como Isis, Neftis, Ra-Horajti, Horus, Hathor, Ptah, Geb, Nefertem, Maat y Anubis. Las imágenes de Siptah fueron sistemáticamente sustituidas por las de Sethy II, mientras que las escenas en las que aparece Tausert sola es Sethnajt el que la reemplaza. Sin embargo, la figura de la reina se ha respetado cuando aparece junto a su marido. En todas las representaciones esta mujer aparece con atributos de gran esposa real.

- Los siguientes pasillos, C y D, nos muestran escenas y hechizos pertenecientes al Libro de los Muertos. Aparecen curiosas representaciones de guardianes armados con cuchillos, de la cobra Meretseger alada o de Sethy II junto a Anubis. Aquí sí han pervivido varios colores, si bien otros se han difuminado. Los cartuchos en los dinteles de entrada han sido usurpados por Sethnajt.

- La pequeña cámara E, de unos siete metros cuadrados, hacía las veces del pozo funerario presente en las tumbas de la dinastía XVIII y comienzos de la XIX. En él se solía representar al difunto acompañado por numerosos dioses, pero en KV14 el fallecido –o fallecida– no hace su aparición, y solo se muestran bellas representaciones de la familia osiríaca: Osiris, Isis, Neftis, Horus-Iunmutef, Anubis y los cuatro hijos de Horus, todos ellos deidades de funciones eminentemente relacionadas con el Más Allá.

- La sala F consta de más partes del Libro de los Muertos en todas sus paredes, con algunos guardianes más armados. Imágenes de Tausert acompañada por Horus y Anubis ante Osiris fueron cubiertas por una nueva capa de yeso sobre la que se pintaron los cartuchos pertenecientes a Sethnajt. El corredor que atraviesa por la mitad la habitación tiene una decoración similar, aunque perteneciente a otro extracto del mismo texto funerario.

- Los dos pasillos interiores, G y H, siguen la tradición e incluyen el ritual de Apertura de la Boca practicado sobre la momia de Tausert a fin de posibilitar su acceso al otro mundo. Todas las representaciones de la reina han vuelto a ser cubiertas de forma basta y fácilmente apreciable o bien por cartuchos o bien por la figura de Sethnajt. En cuanto al nicho anexo, Ga, muestra a Anubis y los cuatro hijos de Horus, así como varios pilares dyed y algún fragmento más del Libro de los Muertos.

- La antecámara (I) sigue el mismo patrón que la sala E, con más dioses en las paredes. En esta ocasión si aparecía la propia Tausert, quizás ya erigida reina-faraón, pero sus imágenes volvieron a ser cubiertas por los cartuchos de su sucesor en el trono. Las divinidades que aparecen son Ra-Horajti, Osiris, Ptah (protegido por Maat), Isis, Neftis, Horus, Geb y Toth.

- La cámara sepulcral de Tausert, J1, nos muestra bellos fragmentos del Libro de las Puertas, el Libro de la Tierra y la escena final del Libro de las Cavernas, una espectacular imagen del dios-Sol uniendo sus diferentes manifestaciones de carnero, halcón, escarabajo y disco, probablemente la pintura más conocida de KV14. En el techo abovedado aparecen motivos astronómicos, mientras que en las diferentes caras de las columnas aparecen dioses o faraones (Sethy II sustituye a Siptah, Sethnajt aparece en algunas ocasiones, y todas las representaciones de Tausert han sido cubiertas), a razón de uno por cara en vez de dos. La mayoría de las divinidades pintadas ya han aparecido antes en la tumba, pero hay algunas inéditas, como Atum, Jnum, Nut o Mehitweret. Las cámaras subsidiarias, al no haber sido completamente excavadas, no contienen decoración.

- En los corredores K1 y L están inscritas partes de quizás el texto funerario más popular de las tumbas reales, y que aún no había hecho su aparición en KV14: el Libro del Amduat, concretamente las horas sexta, séptima, octava y novena. Esto parece indicar que aquí el sepulcro ya tiene unas funciones completamente destinadas a albergar el cuerpo de un faraón, lo que asigna su excavación en el reinado en solitario de Tausert o ya en época de Sethnajt. Las salas K1a y K1b están desnudas, a excepción de unos grafitos hieráticos que datan del año 6 de un monarca indeterminado.

- La cámara sepulcral de Sethnajt, J2, vuelve a tener en las paredes parte del Libro de las Cavernas, en el techo estrellas y constelaciones, y en las columnas al difunto junto a diversos dioses. En esta sala la decoración está más dañada que en la otra cámara sepulcral, y muchas figuras son apenas reconocibles. Aun así, parece ser que las pinturas son todas de época de Sethnajt, y que no hubo ninguna usurpación. Las demás estancias (J2a, J2b, J2c, J2d, K2) carecen de decoración, aunque parece ser que en el pasillo inacabado de K2 se planeaba representar el ritual de Apertura de la Boca.

## Excavación
Por el estado de la decoración, parece estar claro que la tumba de Tausert y Sethnajt estuvo abierta desde la antigüedad, aunque la ausencia de grafitos grecorromanos quizás indique que no era accesible por completo. Posteriores visitas de Richard Pococke en 1737-1738 y de la expedición napoleónica en 1799 certifican su existencia, mas no se produciría una limpieza digna de ser mencionada hasta la llegada del Service des Antiquités en los años 1893-1895. Ni esta misión ni una posterior realizada por Hartwig Altenmüller de 1983 a 1987 trajeron a la luz grandes hallazgos, pero sirvieron para las labores de conservación y acondicionamiento del lugar, así como para la traducción de las inscripciones.

## Las momias reales
Como en las otras tumbas dobles del Valle de los Reyes, resulta incierto saber quién llegó a ser enterrado o no en KV14. Parece claro que el cuerpo de Sethnajt sí llegó a reposar allí, como indica la presencia de su sarcófago exterior de granito rojo, roto en la antigüedad. Sin embargo, sobre la suerte de Tausert no hay nada claro. Su deseo era descansar eternamente junto a su marido, Sethy II, pero es posible que ninguno de los dos llegase a ocupar KV14. Para Sethy II se acondicionó deprisa y corriendo KV15, mientras que las huellas de la última reina-faraón egipcia se pierden por completo tras su muerte. Su sarcófago fue usurpado por el príncipe Amonherjepeshef, ocupante de KV13 –la tumba destinada al Canciller Bay–, y de su definitivo enterramiento nada sabemos.
¿Es posible que Tausert y Sethnajt fueran enterrados juntos? La falta de pruebas documentales nos permite ponerlo en duda, añadiendo que con una alta probabilidad ambos reyes fuesen enemigos, por lo que es obvio que el ganador, Sethnajt, no consintiera en compartir toda la eternidad con la que consideraba una usurpadora y una traidora al país, y trasladase su momia y su ajuar a otro lugar.
En cuanto a las momias de ambos reyes, lo cierto es que ninguna de las dos ha sido plenamente identificada. El hallazgo de un modesto ataúd a nombre de Sethnajt en el escondite de KV35 parece indicar que su momia fue trasladada allí, junto con otros reyes muy próximos a él en el tiempo (la lista real está completa de las momias de Sethy II a Ramsés VI en KV35). De haber ido a parar el cadáver de Sethnajt a este refugio, por simple eliminación su momia sería la hallada en una barca ritual en la antecámara de la tumba; un cadáver del que poco se sabe pero que parece datar de comienzos de la dinastía XX.
El enigma sobre Tausert es aún mayor que sobre Sethnajt. Debido al problema añadido de que su enterramiento definitivo aún no está clarificado, la búsqueda de su momia es una misión prácticamente imposible. La candidata más firme es sin duda la perteneciente a la Mujer D, hallada en una habitación lateral de KV35, al lado del cuerpo de Ramsés VI y a tan solo un metro de Sethy II. De este cuerpo conocemos tan poco como del posible Sethnajt, pero bien podría tratarse de Tausert, por pertenecer al mismo contexto histórico de la más de la mitad de las momias de KV35. Cabe destacar que la posición de los brazos no es ni la de un rey ni la de una gran esposa real, lo que podría indicar que, o bien no se trata de Tausert, o bien fue un postrer castigo de Sethnajt. Esperemos que futuras pruebas y análisis practicados a ambas momias permitan averiguar más sobre su identidad y sobre las causas de la muerte.